# Türkische Kulturgemeinde in Österreich

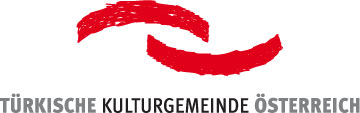
Logo der Türkischen Kulturgemeinde Österreich

Die Türkische Kulturgemeinde in Österreich (TKG) ist seit 2004 ein eingetragener Verein (ZVR-Zahl: 493207207), der sich als Plattform von Türken und Österreichern, um Informationen auszutauschen und aktiv an der Gestaltung der österreichischen Gesellschaft teilzunehmen, versteht.

## Werte und Prinzipien
Österreich ist für viele aus der Türkei stammende, dort lebende die „neue Heimat“, die Heimat deren Kinder und nachkommenden Generationen, die in Österreich geboren und aufgewachsen sind und werden. Sie sind in Österreich mit allen Bevölkerungsteilen dieses Landes gleichberechtigt, in Würde, Sicherheit, Frieden, Freundschaft und Solidarität zu leben.
Der Verein will nach dem Grundsatz der Gleichstellung und Gleichbehandlung zur Verwirklichung der Rechte als kulturelle Minderheit in allen rechtlichen, sozialen, politischen, ökonomischen und kulturellen Bereichen beitragen. Der Rechtsstaat Österreich wird mit seinen Gesetzen und Verfassungen geachtet, loyal betrachtet und mit allen Mitteln unterstützt.
Der Verein ist ein den pluralistischen, freiheitlichen, demokratischen und rechtsstaatlichen Prinzipien verpflichteter Verein. Pluralität der Meinungen, Gleichberechtigung aller Mitglieder und demokratische Regeln bei der Arbeit sind oberstes Prinzip.
Rassistisch oder fundamentalistisch orientierte Personen oder Organisationen und solche Personen oder Organisationen, die Gewalt als politisches Mittel bejahen, dürfen nicht Mitglied werden. Der Verein bekennt sich zu den einschlägigen internationalen Vereinbarungen zum Schutze der Menschenrechte.
Der Verein wurde von und für Menschen gegründet, die mit verschiedenen Projekten das Zusammenleben verschiedener Kulturen in Österreich aktiv fördern wollen.

## Organisation
Die Organe des Vereines sind:
- Generalversammlung
- Vorstand
- Rechnungsprüfer
- Generalsekretär
- Schiedsgericht

Der Vorstand besteht aus fünf Mitgliedern:
- Präsident (Obmann): Birol Kilic
- Vizepräsident (2. Obmann): Arno Tippow
- Kassier
- Schriftführer
- Pressereferent (Öffentlichkeitsarbeit)

Der Vorstand wird von der Generalversammlung auf zwei Jahre gewählt. Auf jeden Fall währt die Funktionsdauer bis zur Wahl eines neuen Vorstandes. Es werden zwei Rechnungsprüfer von der Generalversammlung auf die Dauer von zwei Jahren gewählt.
Der Generalsekretär ist Angestellter des Vereines. Er ist für die Abwicklung der laufenden Geschäfte des Vereines gemäß den Weisungen des Vorstandes verantwortlich.
In allen aus dem Vereinsverhältnis entstehenden Streitigkeiten entscheidet ein Schiedsgericht.

## Aktivitäten
Für das Erreichen von Zielen wie dem Eintreten für gleiche Rechte aller Bevölkerungsteile in Österreich, für bessere Verständigung zwischen der österreichischen Bevölkerung und den türkischen Migranten durch Förderung des kulturellen Austausches u. v. m. veranlasst und veranstaltet der Verein zum Beispiel Beratungen, Kurse und Seminare über Kultur, Geschichte, Religion, Sprache und Rechtssystem in Österreich, zur Erleichterung der Integration der Zugezogenen.
Weitere Veranstaltungen und Seminare sollen die unterschiedlichen Kulturen einander näher bringen, die Beziehungen zwischen Österreich und der Türkei verbessern und Vorurteile abbauen. Daneben gibt es Projekte zur Erziehung und beruflichen Qualifizierung Jugendlicher, oder zum Austausch von Jugendgruppen aus Österreich und der Türkei. Dies soll unter anderem auch eine konfliktfreie Freizeit erzielen.
Im Juni 2020 positionierte sich Birol Kilic in seiner Funktion als Obmann der Türkischen Kulturgemeinde in Österreich mit einem Gastkommentar in der Kurier-Zeitung für den Erhalt der Hagia Sophia als Museum.
Die Türkische Kulturgemeinde in Österreich (TKG) hat ein Denkmal für den österreichischen Bildhauer Heinrich Krippel auf dem Friedhof Ober Sankt Veit in Wien gestiftet. Die Einweihung fand am 29. Oktober 2023 im Rahmen der Feierlichkeiten zum 100-jährigen Jubiläum der säkularen Republik Türkei statt.
Der Verein verfolgt ausschließlich und unmittelbar gemeinnützige Zwecke.